# Матухнов, Владимир Яковлевич
Владимир Яковлевич Матухнов (17 марта 1949, Ударник, Чкаловская область, РСФСР, СССР  — 17 февраля 2017, Орск, Оренбургская область, Россия)  — аппаратчик-гидрометаллург гидрометаллургического цеха комбината «Южуралникель» Министерства цветной металлургии СССР, Оренбургская область. Ударник коммунистического труда.

## Биография
Родился в 1949 году в крестьянской семье в посёлке Ударник (сегодня Советский район города Орска). В 1967 году призван на срочную службу в Советскую Армию.
В Армии служил в войсках МВД сержантом, за хорошую службу был награждён грамотой в 1969 году.
После службы в рядах Советской Армии в 1969 году возвратился в Орск и начал работу на комбинате «Южуралникель». В 1972 году окончил Орский индустриальный техникум. Потом работал аппаратчиком-гидрометаллургом гидрометаллургического цеха «Южуралникеля».
Внедрил несколько десятков рационализаторских предложений, в результате чего значительно возросла производительность труда. Был поощрён грамотами и знаками: Победитель соц. соревнования 1980 г., Ударник коммунистического труда и др.
После выхода на пенсию проживал в Орске. Скончался в 2017 году.

## Награды
- Ударник коммунистического труда
- Победитель социалистического соревнования (1980)
- Отличник Советской Армии